# Junonia aenaria
Junonia aenaria är en fjärilsart som beskrevs av Hans Fruhstorfer 1912. Junonia aenaria ingår i släktet Junonia och familjen praktfjärilar. Inga underarter finns listade i Catalogue of Life.